# Palworld
Palworld (japanisch パルワールド, Paruwārudo) ist ein Open-World-Survival-Crafting-Spiel des japanischen Spieleentwicklers Pocketpair. Das Spiel handelt auf den fiktiven Palpagos-Inseln, die eine Vielzahl von Kreaturen namens „Pals“ beheimaten. Diese Wesen gilt es zu bekämpfen und einzufangen, um sie bei der Konstruktion von Lagern oder im Kampf einzusetzen. Das Spiel kann im Einzelspieler, Koop-Modus mit bis zu vier Spielern und online mit bis zu 32 Spielern gespielt werden. Es wurde erstmals im Jahr 2021 angekündigt und am 19. Januar 2024 als Early-Access-Titel für die Xbox Series X|S, Xbox One, Windows und Steam veröffentlicht. Am 25. September 2024 folgte die Veröffentlichung für die Playstation 5.

## Entwicklung und Veröffentlichung
Die Entwicklung von Palworld begann etwa sechs Monate nach dem Early-Access-Release von Craftopia, einem weiteren Spiel des Entwicklers Pocketpair. Das Entwicklungsteam setzte sich zunächst aus vier neu eingestellten Mitarbeitern zusammen und operierte unabhängig vom Craftopia-Team. Innerhalb von zwei Jahren wuchs das Entwicklungsteam auf etwa 30 Mitglieder an und erreichte schließlich eine Größe von etwa 40 bis 50 Personen, einschließlich zusätzlicher kreativer Ressourcen.
Palworld wurde erstmals am 5. Juni 2021 online auf der INDIE Live Expo angekündigt. Das präsentierte Gameplay-Material verdeutlichte die vielfältigen Anwendungsfelder der sogenannten Pals: Fortbewegung, Kämpfen, Bauen, Automatisierung sowie die Zucht weiterer Pals. Zu diesem Zeitpunkt war eine Veröffentlichung im Jahr 2022 angedacht. Auf der Tokyo Game Show 2022 wurde dann bekannt gegeben, dass das Spiel zusätzlich für die Plattformen Xbox One und Xbox Series X|S erhältlich sein würde. Während des Summer Game Fest im Juni 2023 erfolgte dann die Ankündigung, dass der Early Access im Januar 2024 beginnen sollte.
Das Spiel erschien am 19. Januar 2024 im Early Access.

## Rezeption

### Vor der Veröffentlichung
Der Launch-Trailer von Palworld erhielt auf X (zuvor Twitter) mehr als 33.000 Likes, wobei die Reaktionen der Zuschauer von Begeisterung bis hin zu Abscheu reichten. Nach der Ankündigung erlangte das Spiel den inoffiziellen Spitznamen „Pokémon mit Waffen“. Einige Zuschauer zweifelten sogar an der Echtheit des Spiels und bezeichneten es, zur Überraschung der Entwickler, als „Fakespiel“. Die Skepsis gegenüber Palworld rührte mitunter daher, dass frühere Werke von Pocketpair, wie etwa Overdungeon und Craftopia, in einem unvollendeten Zustand veröffentlicht wurden. Die satirische Ausrichtung des Trailers wurde als Versuch interpretiert, die Schattenseiten des Monsterfanggenres auf humorvolle Weise zu beleuchten.

### Nach der Veröffentlichung
Laut der japanischen Spielenachrichtenseite Denfaminico Gamer (電ファミニコゲーマー) hätten wohl besonders die „Ähnlichkeiten zwischen Pals und Pokémon“ zu Diskussionen auf sozialen Netzwerken geführt. So sollen etwa auch die Künstler von Pocketpair übelwollende Nachrichten erreicht haben, worauf das Firmenoberhaupt von Pocketpair, Takurō Mizobe, mit einem Statement auf X (Twitter) reagierte. Die The Pokémon Company veröffentlichte am 25. Januar 2024 eine Pressemitteilung, die auf ein nicht näher genanntes Spiel, welches im Januar 2024 veröffentlicht wurde, eingeht und die Absicht beinhaltet „alle Handlungen, die gegen geistige Eigentumsrechte im Zusammenhang mit Pokémon verstoßen, zu untersuchen und geeignete Maßnahmen zu ergreifen.“

### Verkäufe
Palworld verzeichnete innerhalb von acht Stunden nach seiner Veröffentlichung eine Million verkaufte Einheiten. Am Ende des Tages stieg diese Zahl bereits auf zwei Millionen Exemplare. In einer Analyse von Forbes Japan wurde gemutmaßt, dass die ungewöhnliche Kombination von Pokémon und Waffen ausschlaggebend für diesen Erfolg gewesen sein könnte. Bereits 40 Stunden nach der Veröffentlichung waren über 3 Millionen Exemplare verkauft worden. Am 21. Januar, drei Tage nach dem Launch, überschritt die Zahl die 4-Millionen-Marke und die gleichzeitig aktive Spielerzahl auf Steam erreichte 1,2 Millionen, was Palworld zu einem der bisher fünf beliebtesten Spiele machte. Am 24. Januar wurde über das offizielle japanische X-Konto von Palworld bekannt gegeben, dass über Steam über 7 Millionen Einheiten verkauft worden seien.